# Radosław Kałużny
Radosław Kałużny (ur. 2 lutego 1974 w Górze) – polski piłkarz, defensywny pomocnik, również obrońca.

## Kariera
Karierę piłkarską rozpoczynał w Chojnowiance Chojnów. Następnie występował w Zagłębiu Lubin, Wiśle Kraków, Energie Cottbus, Bayer 04 Leverkusen, Rot-Weiss Essen, LR Ahlen oraz cypryjskiego AEL Limassol. Od lipca 2007 piłkarz Jagiellonii Białystok. Dwukrotny mistrz Polski (z Wisłą Kraków) w sezonach 1998/99 i 2000/2001. W roku 2010 dołączył do drużyny Chrobrego Głogów, występującej w III lidze polskiej.
W reprezentacji Polski zadebiutował 14 lutego 1997 w meczu przeciwko Litwie (0:0). Rozegrał w niej 41 meczów, w których zdobył 11 bramek. Uczestnik mistrzostw świata w 2002 w Korei i Japonii. Za jego najlepszy mecz w barwach narodowych uchodzi mecz z Białorusią w eliminacjach MŚ 2002 rozegrany jesienią 2000 roku, podczas którego trzykrotnie umieścił piłkę w siatce. Przez wiele sezonów niezastąpiony defensywny pomocnik reprezentacji.
W 2013 r. przeprowadził się do Anglii, gdzie pracował jako magazynier. Następnie został trenerem młodzieży w akademii piłkarskiej DenisCup.

## Statystyki w reprezentacji
| Reprezentacja | Rok     | Mecze | Bramki |
| ------------- | ------- | ----- | ------ |
| Polska        |         |       |        |
| 1997          | 10      | 3     |        |
| 1998          | 3       | 0     |        |
| 1999          | 1       | 0     |        |
| 2000          | 6       | 4     |        |
| 2001          | 6       | 2     |        |
| 2002          | 8       | 1     |        |
| 2003          | 2       | 0     |        |
| 2004          | 3       | 1     |        |
| 2005          | 2       | 0     |        |
| Ogólnie       | Ogólnie | 41    | 11     |

| Reprezentacja Polski w piłce nożnej mężczyzn | Reprezentacja Polski w piłce nożnej mężczyzn | Reprezentacja Polski w piłce nożnej mężczyzn | Reprezentacja Polski w piłce nożnej mężczyzn | Reprezentacja Polski w piłce nożnej mężczyzn | Reprezentacja Polski w piłce nożnej mężczyzn | Reprezentacja Polski w piłce nożnej mężczyzn |
| Lp.                                          | Data                                         | Przeciwnik                                   | Wynik                                        | Gol                                          | Rozgrywki                                    |                                              |
| -------------------------------------------- | -------------------------------------------- | -------------------------------------------- | -------------------------------------------- | -------------------------------------------- | -------------------------------------------- | -------------------------------------------- |
| 1.                                           | 14.02.1997                                   | Litwa                                        | 0:0                                          |                                              | towarzyski                                   |                                              |
| 2.                                           | 15.02.1997                                   | Cypr                                         | 3:2                                          | Gol                                          | towarzyski                                   |                                              |
| 3.                                           | 17.02.1997                                   | Łotwa                                        | 3:2                                          | Gol                                          | towarzyski                                   |                                              |
| 4.                                           | 26.02.1997                                   | Brazylia                                     | 2:4                                          |                                              | towarzyski                                   |                                              |
| 5.                                           | 12.03.1997                                   | Czechy                                       | 1:2                                          |                                              | towarzyski                                   |                                              |
| 6.                                           | 02.04.1997                                   | Włochy                                       | 0:0                                          |                                              | el. MŚ 1998                                  |                                              |
| 7.                                           | 30.04.1997                                   | Włochy                                       | 0:3                                          |                                              | el. MŚ 1998                                  |                                              |
| 8.                                           | 22.05.1997                                   | Szwecja                                      | 2:2                                          | Gol                                          | towarzyski                                   |                                              |
| 9.                                           | 31.05.1997                                   | Anglia                                       | 0:2                                          |                                              | el. MŚ 1998                                  |                                              |
| 10.                                          | 14.06.1997                                   | Gruzja                                       | 4:1                                          |                                              | el. MŚ 1998                                  |                                              |
| 11.                                          | 08.02.1998                                   | Paragwaj                                     | 0:4                                          |                                              | towarzyski                                   |                                              |
| 12.                                          | 25.03.1998                                   | Słowenia                                     | 2:0                                          |                                              | towarzyski                                   |                                              |
| 13.                                          | 27.05.1998                                   | Rosja                                        | 3:1                                          |                                              | towarzyski                                   |                                              |
| 14.                                          | 18.08.1999                                   | Hiszpania                                    | 1:2                                          |                                              | towarzyski                                   |                                              |
| 15.                                          | 29.03.2000                                   | Węgry                                        | 0:0                                          |                                              | towarzyski                                   |                                              |
| 16.                                          | 16.08.2000                                   | Rumunia                                      | 1:1                                          |                                              | towarzyski                                   |                                              |
| 17.                                          | 04.09.2000                                   | Ukraina                                      | 3:1                                          | Gol                                          | el. MŚ 2002                                  |                                              |
| 18.                                          | 07.10.2000                                   | Białoruś                                     | 3:1                                          | ,                                            | el. MŚ 2002                                  |                                              |
| 19.                                          | 11.10.2000                                   | Walia                                        | 0:0                                          |                                              | el. MŚ 2002                                  |                                              |
| 20.                                          | 15.11.2000                                   | Islandia                                     | 1:0                                          |                                              | towarzyski                                   |                                              |
| 21.                                          | 24.03.2001                                   | Norwegia                                     | 3:2                                          |                                              | el. MŚ 2002                                  |                                              |
| 22.                                          | 28.03.2001                                   | Armenia                                      | 4:0                                          |                                              | el. MŚ 2002                                  |                                              |
| 23.                                          | 25.04.2001                                   | Szkocja                                      | 1:1                                          | Gol                                          | towarzyski                                   |                                              |
| 24.                                          | 06.06.2001                                   | Armenia                                      | 1:1                                          | Gol                                          | el. MŚ 2002                                  |                                              |
| 25.                                          | 15.08.2001                                   | Islandia                                     | 1:1                                          |                                              | towarzyski                                   |                                              |
| 26.                                          | 01.09.2001                                   | Norwegia                                     | 3:0                                          |                                              | el. MŚ 2002                                  |                                              |
| 27.                                          | 13.02.2002                                   | Irlandia Północna                            | 4:1                                          | Gol                                          | towarzyski                                   |                                              |
| 28.                                          | 27.03.2002                                   | Japonia                                      | 0:2                                          |                                              | towarzyski                                   |                                              |
| 29.                                          | 17.04.2002                                   | Rumunia                                      | 1:2                                          |                                              | towarzyski                                   |                                              |
| 30.                                          | 18.05.2002                                   | Estonia                                      | 1:0                                          |                                              | towarzyski                                   |                                              |
| 31.                                          | 04.06.2002                                   | Korea Południowa                             | 0:2                                          |                                              | MŚ 2002                                      |                                              |
| 32.                                          | 10.06.2002                                   | Portugalia                                   | 0:4                                          |                                              | MŚ 2002                                      |                                              |
| 33.                                          | 07.09.2002                                   | San Marino                                   | 2:0                                          |                                              | el. ME 2004                                  |                                              |
| 34.                                          | 20.11.2002                                   | Dania                                        | 0:2                                          |                                              | towarzyski                                   |                                              |
| 35.                                          | 12.02.2003                                   | Chorwacja                                    | 0:0                                          |                                              | towarzyski                                   |                                              |
| 36.                                          | 29.03.2003                                   | Węgry                                        | 0:0                                          |                                              | el. ME 2004                                  |                                              |
| 37.                                          | 09.10.2004                                   | Austria                                      | 3:1                                          | Gol                                          | el. MŚ 2006                                  |                                              |
| 38.                                          | 13.10.2004                                   | Walia                                        | 0:0                                          |                                              | el. MŚ 2006                                  |                                              |
| 39.                                          | 17.11.2004                                   | Francja                                      | 0:0                                          |                                              | towarzyski                                   |                                              |
| 40.                                          | 09.02.2005                                   | Białoruś                                     | 1:3                                          |                                              | towarzyski                                   |                                              |
| 41.                                          | 30.03.2005                                   | Irlandia Północna                            | 1:0                                          |                                              | el. MŚ 2006                                  |                                              |

## Osiągnięcia

### Klubowe
Wisła Kraków
- Mistrzostwo Polski: 1998/99, 2000/01
- Puchar Ligi Polskiej: 2000/01